# Isodontia philadelphica
Isodontia philadelphica är en biart som först beskrevs av Lepeletier de Saint Fargeau 1845.  Isodontia philadelphica ingår i släktet Isodontia och familjen grävsteklar. Inga underarter finns listade i Catalogue of Life.